# پاتریک فابیان (بازیکن فوتبال)
پاتریک فابیان (انگلیسی: Patrick Fabian؛ زادهٔ ۱۱ اکتبر ۱۹۸۷) بازیکن فوتبال اهل آلمان است.
از باشگاه‌هایی که در آن بازی کرده‌است می‌توان به باشگاه فوتبال بوخوم اشاره کرد.